# Gran Premi València
El Gran Premi València és una cursa ciclista d'un sol dia que es disputa al País Valencià entre el 1969 i el 2005 i nova. En el moment de la seva creació tenia el nom de Gran Premi de València i no serà fins al 1981 quan prengui el nom de Trofeu Luis Puig, en honor de Luis Puig Esteve, natural de L'Alcúdia i president de la Unió Ciclista Internacional entre 1981 i 1990. Després d'una última edició el 2005, la cursa reapareix el 2021 amb el nom de Gran Premi de València, sent la primera prova del calendari UCI Europa Tour.
Fins al 1979 la cursa es disputà a València, per a partir d'aquell any variar la ciutat en què es disputà: Algemesí (1981), Benifaió (1982), Burjassot (1983), Torrent (1984), Elda (1985), Dénia (1986), Benidorm (1987, 1988 i de 1990 a 1992), Cullera (1989), i novament València de 1993 a 2005.

## Palmarès
| Any                 | Vencedor               | Segon                         | Tercer                       |
| ------------------- | ---------------------- | ----------------------------- | ---------------------------- |
| 1969                | Carlos Echeverría      | Jorge Marine                  | Gregorio San Miguel          |
| 1970                | Ramón Sáez             | Manuel Galera                 | Carlos Echeverría            |
| 1971                | Frans Verhaegen        | Domingo Perurena              | Peter Kisner                 |
| 1972                | Eric Leman             | Domingo Perurena              | Miguel María Lasa            |
| 1973                | Gustave van Roosbroeck | Domingo Perurena              | Andrés Oliva                 |
| 1974                | Eddy Peelman           | Francesco Moser               | Miguel María Lasa            |
| 1975                | Eddy Peelman           | Wilfried Reybrouck            | Albert Hulzebosch            |
| 1976                | Tomás Nistal           | Luis Alberto Ordiales         | Eddy Peelman                 |
| 1977                | Domingo Perurena       | Klaus-Peter Thaler            | José Luis Viejo              |
| 1978                | Javier Elorriaga       | Domingo Perurena              | Jürgen Kraft                 |
| 1979                | Antoine Gutierrez      | José Nazabal                  | José Luiz Mayoz              |
| 1980                | No disputat            |                               |                              |
| Trofeu Luis Puig    |                        |                               |                              |
| 1981                | Noël Dejonckheere      | Jesús Suárez Cueva            | Juan Fernández Martín        |
| 1982                | Raimund Dietzen        | Erich Maechler                | Marcel Summermatter          |
| 1983                | Noël Dejonckheere      | Stephan Mutter                | Ronan de Meyer               |
| 1984                | Noël Dejonckheere      | Frank Hoste                   | Yvon Bertin                  |
| 1985                | Enrique Aja            | Faustino Rupérez              | Bruno Cornillet              |
| 1986                | Bernard Hinault        | Iñaki Gastón                  | Alberto Leanizbarrutia       |
| 1987                | Pello Ruiz Cabestany   | Celestí Prieto                | Eduardo Chozas               |
| 1988                | Acacio da Silva        | Claudio Chiappucci            | Bruno Leali                  |
| 1989                | Mathieu Hermans        | Eddy Planckaert               | Laurent Jalabert             |
| 1990                | Tom Cordes             | Luc Roosen                    | Miguel Ángel Martínez Torres |
| 1991                | Andreas Kappes         | Nico Verhoeven                | Roberto Pagnin               |
| 1992                | Sean Kelly             | Jesper Skibby                 | Laurent Jalabert             |
| 1993                | Laurent Jalabert       | Juan Carlos González Salvador | Alfonso Gutiérrez            |
| 1994                | Adriano Baffi          | Laurent Jalabert              | Phil Anderson                |
| 1995                | Mario Cipollini        | Giovanni Lombardi             | Fabio Baldato                |
| 1996                | Peter Van Petegem      | Eddy Bouwmans                 | Bert Dietz                   |
| 1997                | Erik Zabel             | Endrio Leoni                  | Massimo Strazzer             |
| 1998                | Andrei Txmil           | Viatxeslav Iekímov            | Max van Heeswijk             |
| 1999                | Mario Cipollini        | Robbie McEwen                 | Giovanni Lombardi            |
| 2000                | Erik Zabel             | Óscar Freire                  | Biagio Conte                 |
| 2001                | Erik Zabel             | Sven Teutenberg               | George Hincapie              |
| 2002                | Sergei Ivanov          | Rolf Aldag                    | Erik Zabel                   |
| 2003                | Alessandro Petacchi    | Isaac Gálvez                  | Alejandro Valverde           |
| 2004                | Óscar Freire           | Alejandro Valverde            | Josu Silloniz                |
| 2005                | Alessandro Petacchi    | Isaac Gálvez                  | Óscar Freire                 |
| 2006-2020           | no disputat            |                               |                              |
| Gran Premi València |                        |                               |                              |
| 2021                | Lorrenzo Manzin        | Mikel Aristi                  | Amaury Capiot                |
| 2022                | Giovanni Lonardi       | Amaury Capiot                 | Chris Lawless                |
| 2023                | Arnaud De Lie          | Edvald Boasson Hagen          | Jenthe Biermans              |
| 2024                | Dylan Groenewegen      | Bryan Coquard                 | Tim Torn Teutenberg          |
| 2025                | Marc Hirschi           | Christian Scaroni             | António Morgado              |